# Auriébat
Auriébat är en kommun i departementet Hautes-Pyrénées i regionen Occitanien i sydvästra Frankrike. Kommunen ligger i kantonen Maubourguet som tillhör arrondissementet Tarbes. År 2022 hade Auriébat 239 invånare.

## Befolkningsutveckling
Antalet invånare i kommunen Auriébat
| Referens: INSEE |